# Isomaltol
L'isomaltol és un furan natural obtingut per la degradació enzimàtica del midó. També és un component de la crosta del de pa, produït per la degradació tèrmica (caramelització) dels sucres. L'isomaltol s'obté per la reacció de Maillard a partir d'un aminoàcid i un sucre reductor.